# U-Bahnhof Sondrio
Der Bahnhof Sondrio ist ein unterirdischer Bahnhof der U-Bahn Mailand. Er wurde nach der gleichnamigen Straße (viale Sondrio) benannt.

## Geschichte
Der U-Bahnhof wurde am 12. Mai 1991 als nördlicher Endpunkt der Linie M3 eröffnet. Am 16. Dezember 1995 wurde die Verlängerung zum U-Bahnhof Zara in Betrieb genommen.
Im September 2010 kam es zu großen Hochwasserschäden, da der Bahnhof vom Wasser des Seveso überflutet wurde.

## Anbindung
| Linie | Verlauf |
| ----- | --- |
|       | Comasina – Affori FN – Affori Centro – Dergano – Maciachini – Zara – Sondrio – Centrale FS – Repubblica – Turati – Montenapoleone – Duomo – Missori – Crocetta – Porta Romana – Lodi TIBB – Brenta – Corvetto – Porto di Mare – Rogoredo FS – San Donato |